# Municipio di Rotterdam
Il municipio di Rotterdam (in olandese: Stadhuis van Rotterdam) è un edificio che funge da sede del comune di Rotterdam, nei Paesi Bassi.
Costruito tra il 1914 e il 1920, è uno dei pochi edifici del centro di Rotterdam sopravvissuto al bombardamento del 1940. Dal 1997 è riconosciuto come Rijksmonument.

## Storia
Il primo municipio di Rotterdam sorgeva su Hoogstraat ed era stato ricavato in un'antica pensione urbana del XIV secolo. Alla fine del XIX secolo però l'edificio non era più in grado di ospitare le attività municipali, pertanto nel 1905 si decise di costruire un nuovo palazzo per ospitare la sala consiliare su Coolsingel. Per fare spazio ai nuovi edifici fu demolito un intero quartiere, Zandstraat.
L'architetto Henri Evers disegnò una prima bozza nel 1911 e presentò il progetto definitivo al consiglio comunale, che nel 1913 lo dichiarò vincitore. Ci furono diverse polemiche riguardo alla vittoria di Evers sia perché era consistente il supporto per il progetto disegnato da Willem Kromhout sia perché il sindaco di allora, Alfred Rudolph Zimmerman, aveva stretti legami con Evers.

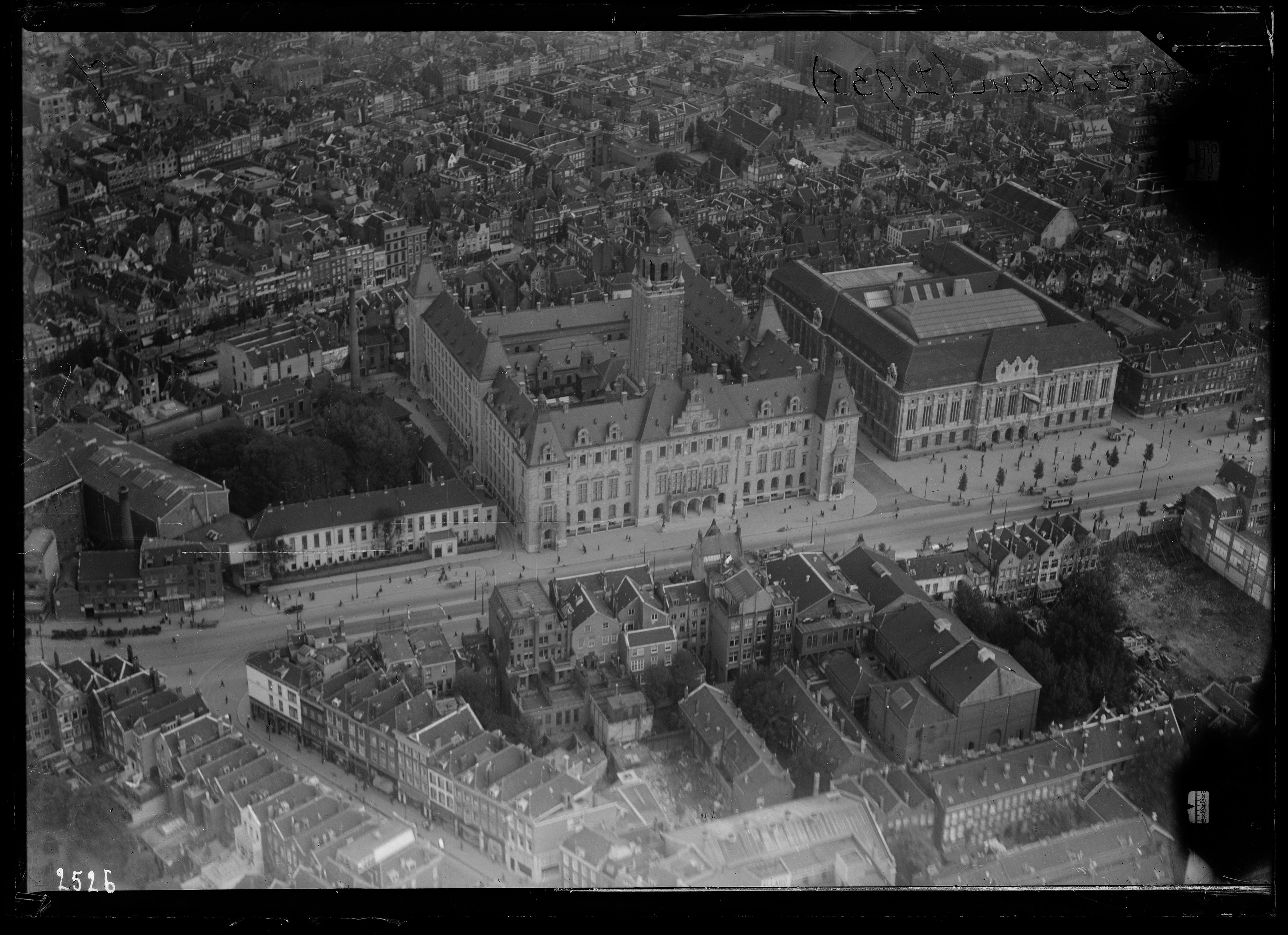
Fotografia aerea di Rotterdam

I lavori iniziarono nel 1914 ma la prima pietra fu posta il 15 luglio 1915 alla presenza della regina Guglielmina e l'inaugurazione avvenne a lavori conclusi con una seduta straordinaria del consiglio comunale il 1º settembre 1920.
In seguito al bombardamento del 1940 l'edificio è rimasto pressoché intatto ma il calore che lo ha circondato ha danneggiato il cemento della struttura.
Nel 2000 la facciata in arenaria è stata pulita completamente dal colore nero assunto negli anni.

## Descrizione

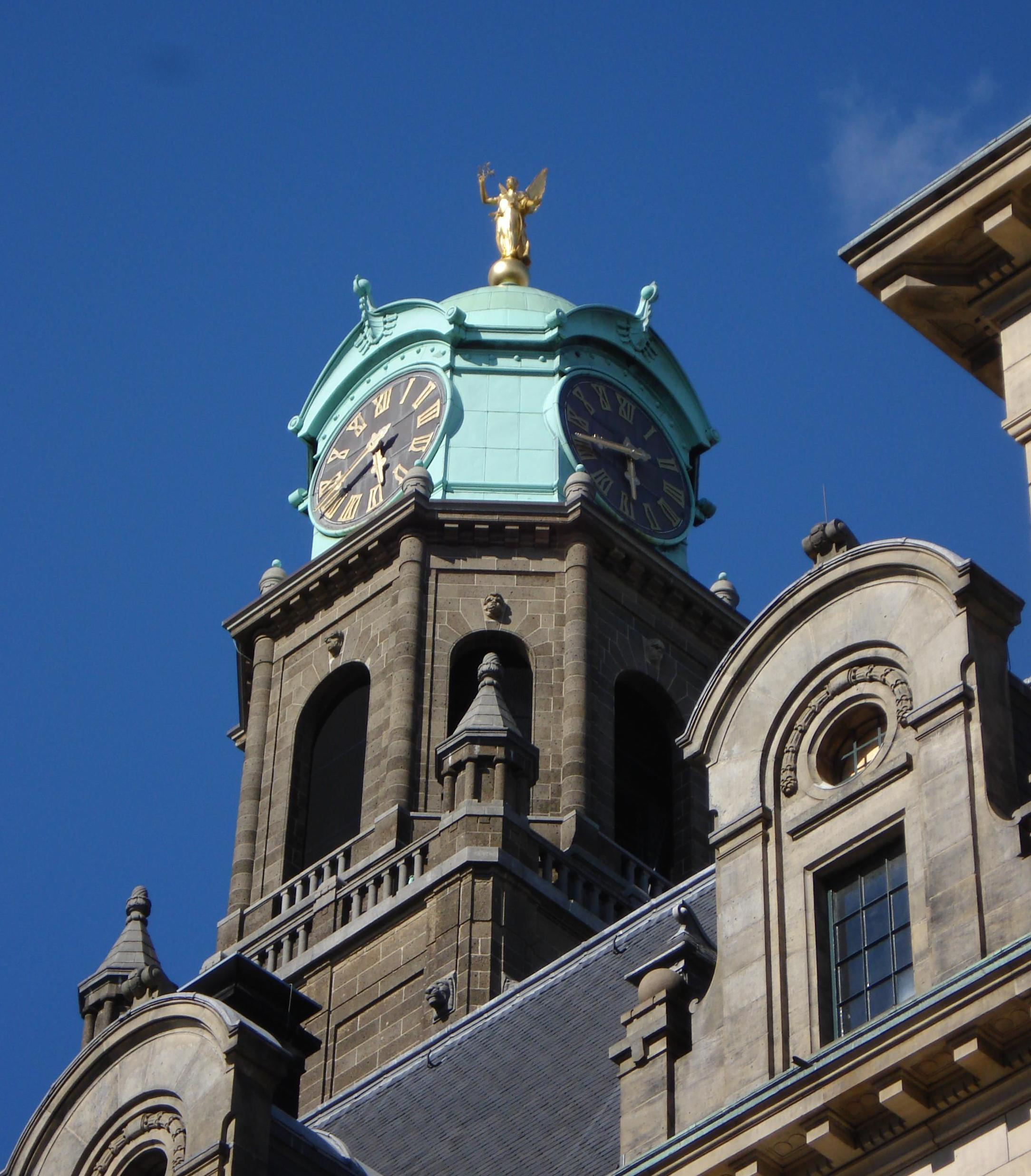
La torre dell'orologio del municipio

L'edificio è stato progettato in pieno stile Beaux-Arts con influenze bizantine, romaniche ed art déco. Si estende per una superficie di 86 per 106 metri (9 116 m²) ed è costruito interamente in cemento ricoperto da arenaria porosa e pietra dura.
La torre dell'orologio è posta al centro della facciata principale su Coolsingel, in cima alla sala centrale dell'edificio, ed è alta 71 metri. Sulla sommità vi è posta una statua d'oro raffigurante un angelo, opera dello scultore Johan Keller.